# 포항MBC 즐거운 오후 2시
포항MBC 즐거운 오후 2시는 포항MBC 표준FM(표준FM 포항, 경주 FM 100.7MHz, 영덕, 울진 FM 102.7MHz, 울릉 FM 98.5MHz)에서 2006년 11월 27일부터 현재까지 평일 오후 2시 5분부터 오후 4시까지 방송되는 경상북도 동해안 지역의 라디오 프로그램이다.
두 진행자의 합이 좋아 전국구 방송급이라는 평가가 있다.

## 역대 방송시간
| 방송 채널      | 방송 기간                           | 방송 시간                                              |
| -------------- | ----------------------------------- | ------------------------------------------------------ |
| 포항MBC 표준FM | 2006년 11월 27일 ~ 2007년 10월 14일 | 평일 오후 2:25 ~ 오후 4:00, 주말 오후 2:10 ~ 오후 4:00 |
| 포항MBC 표준FM | 2008년 10월 13일 ~ 2010년 4월 25일  | 평일 오후 2:25 ~ 오후 4:00, 주말 오후 2:10 ~ 오후 4:00 |
| 포항MBC 표준FM | 2007년 10월 15일 ~ 2008년 10월 10일 | 평일 오후 2:25 ~ 오후 4:00                             |
| 포항MBC 표준FM | 2010년 4월 26일 ~ 2012년 10월 21일  | 평일 오후 2:25 ~ 오후 4:00, 주말 오후 2:10 ~ 오후 4:00 |
| 포항MBC 표준FM | 2012년 10월 22일 ~ 2014년 4월 13일  | 평일 오후 2:20 ~ 오후 4:00, 주말 오후 2:15 ~ 오후 4:00 |
| 포항MBC 표준FM | 2014년 4월 14일 ~ 2017년 8월 20일   | 평일 오후 2:15 ~ 오후 4:00, 주말 오후 2:10 ~ 오후 4:00 |
| 포항MBC 표준FM | 2017년 12월 25일 ~ 2018년 2월 4일   | 평일 오후 2:15 ~ 오후 4:00, 주말 오후 2:10 ~ 오후 4:00 |
| 포항MBC 표준FM | 2017년 8월 21일 ~ 2017년 12월 24일  | 매일 오후 2:10 ~ 오후 4:00                             |
| 포항MBC 표준FM | 2018년 2월 5일 ~ 2020년 3월 29일    | 평일 오후 2:15 ~ 오후 4:00, 주말 오후 2:05 ~ 오후 4:00 |
| 포항MBC 표준FM | 2020년 3월 30일 ~ 2024년 3월 17일   | 매일 오후 2:05 ~ 오후 4:00                             |
| 포항MBC 표준FM | 2024년 3월 18일 ~ 현재              | 평일 오후 2:05 ~ 오후 4:00                             |

## 코너소개
포항MBC 즐거운 오후 2시는 매일, 요일별로 다양한 코너로 구성되어 있다.

### 월 ~ 금
- 호화탐정소
- 오두 가족의 슬기로운 사회생활

### 월요일
- 궁금한 오후 2시
- 음악 퀴즈 차차차
- 먹으면 복이 와요 (이지예)

### 화요일
- 던지는 오후 2시
- 도전 퀴즈의 달인
- 추억오락관 인공지능 vs 인간지능 (엄지혜)

### 수요일
- 출출한 오후 2시
- 만담 스무고개 퀴즈
- 즐거운 노래교실 억수로 좋다 (가수 하규)

### 목요일
- 신나는 오후 2시
- 영화퀴즈
- 안녕 한의 (한의사 정휘 원장)

### 금요일
- 뭐할까 오후 2시
- 즐오두 고민참견소
- 즐오두 빅데이트

## 같이 보기
- 포항문화방송
- MBC 표준FM
- 박준형, 박영진의 2시만세